# Bakky事件
Bakky事件（日語：バッキー事件）是成人影片公司“Bakky Visual Planning”对AV女优和业余模特兒的进行的强奸致伤事件。

## 经纬
在2004年6月下旬，Bakky Visual Planning（以下简称为Bakky）的职员在东京丰岛区的一个酒馆内让一位AV女优喝下非法的药物后带到同区西池袋的一个公寓里，强制拍摄了对该女优进行的性侵害以及强制灌肠。然而用力过猛导致器具破裂，致其直肠穿孔以及肛门撕裂，花费四个月来完全康复。这有死亡危险的恶行，导致政府出动了警察来进行调查。被害者的后遗症很严重，以至于不得不穿戴人工肛门（直肠穿孔的死亡率高达40%）。12月16日，嫌疑人栗山龍（本名：栗山竜）等8名嫌疑人由于强制性骚扰罪被逮捕。
Bakky之前制作了大量的监禁、烧阴毛、水刑、强制饮酒等的重口味影片，更是创建了“监禁友之会”在DVD购买者之间进行临时演员的招募。女优都不太清楚影片的详细内容便被强制拍摄这种影片。
然而，被逮捕的嫌疑人因为证据不足，在关了几天后便被释放了。在这个事件之后池袋警察署开始认真着手调查Bakky公司。于Bakky出演过的AV女优们在警察的说服下报案了。在2005年3月又再次逮捕了6名嫌疑人。同年7月逃跑的导演也被缉拿在案。将罪名嫁祸给摄影人员的栗山竜也在2006年2月被起诉。
身为主犯的栗山和男导演在东京地方法院被起诉。并于 2007 年 10 月 5 日进行了栗山的定罪审判。在诉状中，他们被控告强奸以及让女优喝下假的违法安眠药，并让20-30个人对其进行施暴，并且绑住手足，让头沉在水中等长达十小时的反复折磨已经明显超过了演出的界限。原告认为，无论他们认罪态度如何都得要判他们有期徒刑20年。然而被告人却不屑一笑。
2007年12月19日，东京地方法院判处栗山18年有期徒刑；2008年7月10日，二审东京高等法院也确认了18年徒刑。截至2023年，栗山在长野入狱，栗山以外的其他成员全部获释。